# Alberto Álvarez de Cienfuegos Cobos
Alberto Álvarez de Cienfuegos Cobos (Martos, Jaén, 15 de agosto de 1885 - Puertollano, Ciudad Real, 18 de noviembre de 1957) fue un escritor, periodista, poeta y dramaturgo español del modernismo, hermano del economista José Álvarez de Cienfuegos (1894-1959).

## Biografía
Era hijo del krausista Alberto Álvarez de Cienfuegos y Peña, natural de Granada y catedrático de alemán, y de Dolores Cobos y Maza, natural de Alcalá la Real. Tuvo seis hermanos: Francisco, Germán, Miguel Ángel, Valentín, Antonio y José. Amante de los jardines y leyendas de Granada, España, Alberto Álvarez de Cienfuegos Cobos fue quien llevó el Sacromonte a la escena madrileña en el mes de julio de 1936. Su posición progresista y republicana, su negativa a colaborar con el régimen de Francisco Franco, le valió años de olvido y una muerte en el exilio de las letras. Hoy ve la luz en algunas semblanzas de autores modernistas andaluces. No obstante, sus obras siguen cubiertas por el polvo del tiempo, a la espera de una necesaria reedición y recuperación.
Nacido en el seno de una familia granadina, pero en una finca de la localidad jienense de Martos ante la epidemia de cólera desatada ese año en Granada. Pasada la epidemia, la familia retorna a su domicilio granadino del número 18 de la Plaza de Santa Cruz, hoy sede del Colegio de Abogados. Fueron un total de once hermanos, todos varones, de los que sólo sobrevivieron siete. 
El apellido familiar paterno, proviene de los Álvarez, oriundos de Asturias, que emigraron sobre el siglo XVIII a Cuba, donde se instalaron en la ciudad de Cienfuegos. A su regreso a España su apellido queda unido definitivamente a esta ciudad cubana como Álvarez de Cienfuegos. La rama granadina está emparentada con el conocido y estudiado poeta del siglo XVIII, Nicasio Álvarez de Cienfuegos.
Fue formado en un ambiente de gran actividad cultural desde su infancia. Su padre era catedrático de alemán en el único instituto de la época en Granada y su abuelo materno, Francisco Javier Cobos Rodríguez, fue uno de los fundadores, junto a Pedro Antonio de Alarcón, de la célebre tertulia intelectual de La Cuerda y creador del periódico El Progreso. 
Alberto cursó estudios en el colegio de los escolapios y posteriormente Ciencias y Derecho en la Universidad de Granada, donde coincide con su gran amigo Blas Infante, padre del Nacionalismo andaluz. Su verdadera vocación finalmente se manifestaría en el terreno de las Letras. En esta época universitaria empieza a cultivar intensamente su actividad literaria con colaboraciones poéticas en revistas como Alhambra, dirigida por Paula Valladar. Primando desde esta época en sus composiciones la musicalidad del verso, el principio rítmico del poema, sus preferencias literarias se inclinan hacia el ya consolidado modernismo, del que será uno de sus últimos representantes y cultivadores. Francisco Villaespesa, al que dedica su primer libro, constituirá su punto de referencia en la búsqueda de ese lenguaje poético nuevo y musical. 
Su ópera prima, Andantes (1910), constituye un reconocimiento y homenaje a su amigo Francisco Villaespesa, si bien, una vez superada esta influencia, desarrolla una original y armoniosa voz poética propia. Las dedicatorias de este poemario ofrecen un escaparate de las relaciones literarias de Alberto Álvarez de Cienfuegos con autores modernistas de su misma generación como Luis Huertos e Isaac Muñoz.
La vida del escritor transcurre entre Madrid y Granada. Casado con Leonor Torres Molina, aún existe en el Albaicín el carmen con el nombre de su esposa Leonor, domicilio familiar al terminar la Guerra Civil. Tuvo tres hijos: Alberto Álvarez de Cienfuegos Torres, que siguió sus pasos literarios pero en novela policíaca, Carmen y Cristian.
Alberto, persona muy culta, a la cual contribuyó la gran biblioteca familiar, dominaba varios idiomas. Por su carácter emprendedor, desempeñó todo tipo de trabajos y se embarcó en empresas de dudoso éxito. Llegó a ser uno de los primeros productores de cine español y traductores de rótulos de cine mudo.
La Guerra Civil le sorprende en Madrid, donde permanece hasta el final de la contienda. De talante progresista y de ideología republicana, tuvo la suerte de no haberse significado políticamente tanto en sus colaboraciones como públicamente. No obstante, una vez instaurada la dictadura militar y al ser requerido a colaborar por el Movimiento Nacional y negarse a ello cayó en el olvido y el desprecio de su obra por parte de las autoridades franquistas.
Alberto fallece en Puertollano el 18 de noviembre de 1957, en casa de su hija Carmen, donde había residido los últimos años de su vida.
Sin reediciones de sus obras, los libros de Alberto Álvarez de Cienfuegos sólo se encuentran ya en algunas bibliotecas, en ese exilio amarillo de las estanterías.

## Obra
Sus poemas, nostálgicos, melancólicos y sombríos, reflejan el carácter del autor. Uno de los símbolos más característicos es el jardín, concretamente referidos a los alhambreños. Precisamente, la última parte de Andantes, título que continúa el Andantes y allegros (1877) del poeta andaluz Manuel Reina, está dedicada a los jardines y paisajes granadinos pintados por el catalán Santiago Rusiñol. En su poesía predomina la sugerencia, el anhelo espiritual sobre la materia, todo ello con un tono de pesimismo melancólico, propio de la incertidumbre existencial de su época. Sintió en lo más profundo de su ser la tristeza de las cosas, tristeza a la que Francisco Villaespesa había dedicado su libro “Tristitiae rerum” (1906). El poeta granadino Manuel de Góngora (Granada, 1889 - Buenos Aires 1953) también haría notar esa tristeza de su amigo Alberto en el poema que le dedicó.
Tras este primer libro, la obra del granadino adquiere un nuevo rumbo al pasar de una poesía muy estética y culta a una veta más regionalista y de canto a Andalucía. En esta línea quedan clasificadas obras como “Tragedias pasionales” (1915), “Generalife”, “Los dos Alcazares, Alhambra y Generalife”, aparecidos en 1916 y unificados por el mismo motivo. Después vendrán, a lo largo de seis años, “Solar andaluz”, “Cármenes de Granada”, “Cuando el Douro canta”, “Escuchando las fuentes”, “Glosario Andaluz” y “Sol de España”.

«¡Quiero vivir la vida de montaña, tener mi hogar junto al azul del cielo, ser fuerte como roca de granito y libre como el viento! Poder hundir mis ojos en los anchos horizontes de límites inciertos, que, como las humanas ambiciones, aumentan a medida que ascendemos. Quiero olvidar cuanto en el mundo supe, aprender el lenguaje del silencio y conversar a solas con los astros que pueblan la amplitud del firmamento...».
Alberto Álvarez de Cienfuegos Cobos: La Vega, la ciudad y la sierra

Además de la poesía, Álvarez de Cienfuegos se dedicó también al teatro poético. Estrenó varios dramas con notable éxito, entre ellos una versión de la conocida leyenda sobre el Palacio de Castril, titulada “Esperándola del cielo” (1920). La llevó a cabo, con presentación en Granada, la compañía de Ricardo Calvo, uno de los actores más famosos de la época. A esta obra siguen “La venganza de mar” y “Una mujer y un cantar”, esta última en colaboración con Miguel la Chica.
El granadino escribió algunas obras de teatro de rango menor como la zarzuela “La reina del barrio chino” y la ópera bufa en dos actos “La corte del rey Jati”.
Mientras se dedicaba a la poesía y al teatro colaboró en publicaciones locales y nacionales como El Defensor de Granada y El Noticiero Granadino; y revistas como Granada, Reflejos, La Esfera y Blanco y Negro. En El Defensor de Granada coincidió con su hermano Valentín, amigos ambos de Constantino Ruiz Carnero y Federico García Lorca.